# Labrador Retriever
Der Labrador Retriever ist eine von der FCI anerkannte britische Hunderasse (FCI-Gruppe 8, Sektion 1, Standard Nr. 122).

## Herkunft und Geschichte
Die Vorfahren des Labradors stammten ebenso wie der Neufundländer und der Landseer von der kanadischen Ostküste. Namensgebend für die Rasse ist die Labrador-Halbinsel. Über die ursprüngliche Herkunft dieser Hunde besteht weniger Klarheit, dazu gibt es verschiedene historische Versionen.
Als „der wahre Labrador“ wurde der Labrador 1814 vom Neufundländer unterschieden und im Verlauf des 19. Jahrhunderts in England gezüchtet, die Bezeichnung „Labrador Retriever“ wird zuerst 1870 benutzt, wobei sich retrieve auf seine ausgeprägten Apportieranlagen bei der Jagd bezieht. Beschrieben wurde der Labrador Retriever als mittelgroßer, kräftiger Hund mit typischem breiten Schädel und dicht behaarter „Otterrute“.
Im Gegensatz zum größeren Neufundländer hatte dieser kleinere und leichtere Hund eher die Aufgabe, bei der Jagd zu helfen oder abgetriebene Fische und Fischernetze aus dem Meer zu holen. Fischer brachten ihn im Lauf des 19. Jahrhunderts nach England mit, wo man ihm den Namen Labrador gab.
Mit der züchterischen Weiterentwicklung in Großbritannien u. a. durch den zweiten Earl Malmesbury (1778–1841) fand der wasserfreudige Hund seinen Weg zu einigen wenigen jagdbegeisterten Adeligen. Bei der Reinzucht des Labradors wurde konsequent auf seine jagdliche Leistungsfähigkeit hin gezüchtet. 1870 wäre die Rasse beinahe ausgestorben. Alle heutigen Labradors gehen wahrscheinlich auf Avon zurück, geboren 1885.
Zunächst waren Labradors schwarz. Der erste gelbe Labrador, der nicht als Fehlzüchtung betrachtet wurde, war nach Überlieferungen Ben of Hyde, 1899 in der Zucht des Major Charles Radclyffe geboren. Da die Farbe nur rezessiv vererbt wird, wurde der gelbe Labrador erst später als Farbe neben schwarz anerkannt.
Als eigenständige Hunderasse wurde der Labrador am 7. Juli 1903 vom englischen Kennel Club anerkannt. Durch Erfolge bei Ausstellungen wurde seine Zucht rasch populärer. In den späteren Jahren entwickelten sich zwei Linien, die Showlinien mit kompakterer Statur, und die Arbeitslinien mit einem leichteren Erscheinungsbild. Arbeits- und Showlinien unterscheiden sich in ihrem Verhalten.

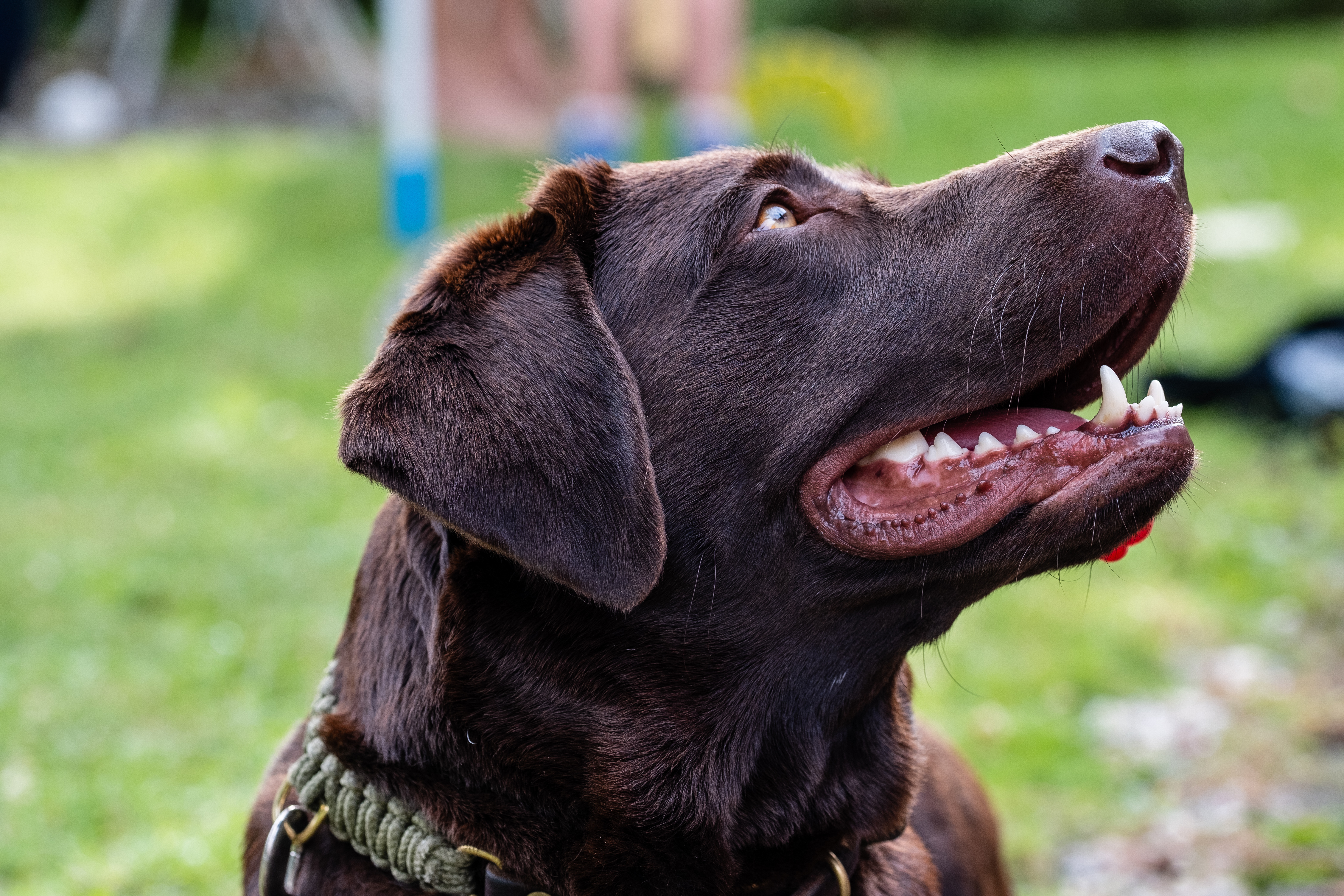
Brauner Labrador

Der braune („chocolate/schokoladenfarbene“) Labrador konnte schon zuvor vorkommen, als Zuchtfarbe anerkannt wurde er erst durch den von Mrs. Pauling gezüchteten Ch. Cookridge Tango von 1961, Sohn von Tweed of Blaircourt (* 1958) und Cookridge Gay Princess (* 1956), der 1964 als Labrador anerkannt wurde.
Heute ist der Labrador Retriever nicht nur in Großbritannien und den USA eine der beliebtesten und am meisten verbreiteten Hunderassen. In Deutschland steht er (2023, letzter verfügbarer Stand) auf Rang 4 der Welpenstatistik des Verbands für das deutsche Hundewesen.

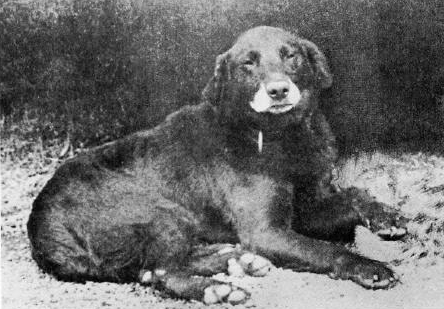
Avon, vermuteter Ahnherr aller heutigen Labradore
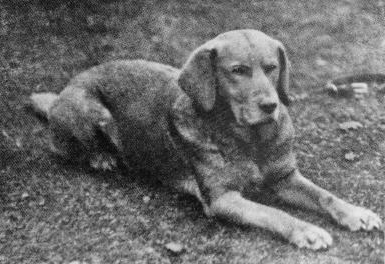
Ben of Hyde, erster anerkannter gelber Labrador
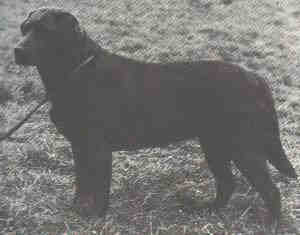
Cookridge Tango gewann als erster schokoladenfarbener Labrador die englische Meisterschaft

## Beschreibung
Nach dem geltenden Rassestandard ist ein Labrador-Rüde 56 bis 57 cm groß (Widerristhöhe), eine Hündin 54 bis 56 cm groß. Kleine Abweichungen in der Größe werden toleriert. Labrador Retriever gibt es in den Fellfarben einfarbig schwarz, gelb oder leber/schokoladenbraun; gelb reicht von hellcreme bis fuchsrot; dabei ist ein kleiner weißer Brustfleck statthaft. Die Fellfarben gelb und braun sind bei der Fellvererbung rezessiv gegenüber schwarz.
Der Labrador Retriever ist ein kräftig gebauter, gut bemuskelter Hund mit breitem Schädel. Sein Erscheinungsbild wird im FCI/VdH-Rassestandard als „stark gebaut, breiter Schädel, breiter und tiefer Brustkorb, breit und kurz in Lendenpartie und Hinterhand“ sowie als sehr aktiv beschrieben.
Rassetypisch für den Labrador Retriever ist die sich zur Spitze verjüngende, in Höhe der Rückenlinie angesetzte und verlaufende Otterrute. Unter dem kurzen Fell des Labrador Retrievers befindet sich eine wasserdichte Unterwolle. Die mittelgroßen Ohren werden dicht am Kopf getragen und sind weit hinten angesetzt. Der Fang ist von mittlerer Länge, kräftig und nicht spitz.
Obwohl im Rassestandard nur ein Typ von Labrador beschrieben ist, haben sich in den vergangenen Jahrzehnten nicht nur in England, mehr noch in Ländern auf dem europäischen Kontinent „Showlinien“ mit einem kompakteren Typ und leichter gebaute Arbeitslinien auseinanderentwickelt. Dem Rasseideal kommt sicher der klassische „Dual Purpose“-Typ, der „work“ und „show“ auch im Typ harmonisch miteinander verbindet, am ehesten nahe.

## Wesen
Labrador Retriever sind gutmütige und freundliche Hunde. Jegliche Art von Schärfe, Aggressivität oder unangebrachte Scheu gegenüber Menschen sind dem rassetypischen Labrador fern. Der Labrador Retriever verhält sich sowohl seiner Umwelt als auch Menschen gegenüber freundlich, aufgeschlossen und neugierig. Er fühlt sich in der Gegenwart von Menschen wohl und zeigt auch keine Scheu, Angst oder Unsicherheit, wenn diese ihm zu nahe kommen. Ausgeprägt ist sein Wille zu gefallen (engl. „will to please“).
Der Labrador Retriever ist ein sehr geduldiger und ausgeglichener Hund. Dies rührt wahrscheinlich von seiner langjährigen jagdlichen Nutzung her. Als Apportierhund hatte der Labrador Retriever während der Jagd neben seinem Herrchen oder Frauchen zu liegen, bis das Wild aufgestöbert und geschossen war, um dann das tote Wild zu apportieren. Ein Retriever sollte ein „weiches Maul“ haben, er sollte die Beute ohne Beschädigung zum Hundeführer bringen. Geblieben ist dem Labrador Retriever auch seine Liebe zum Wasser und zum Apportieren.
Trotz seiner eigentlich sehr ruhigen Art benötigt der Labrador Retriever viel geistige und körperliche Beschäftigung.

## Verwendung

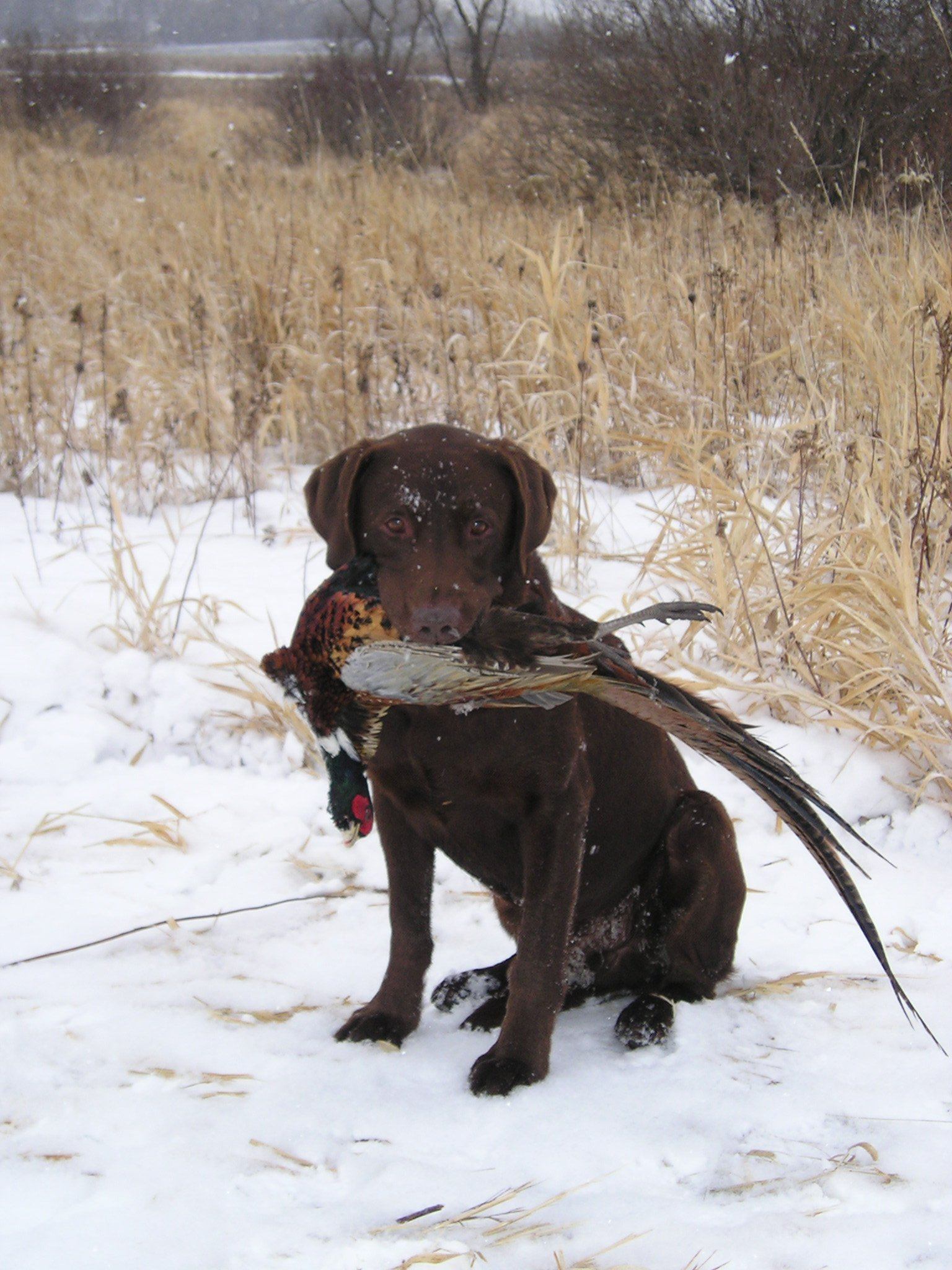
Labrador beim Apportieren

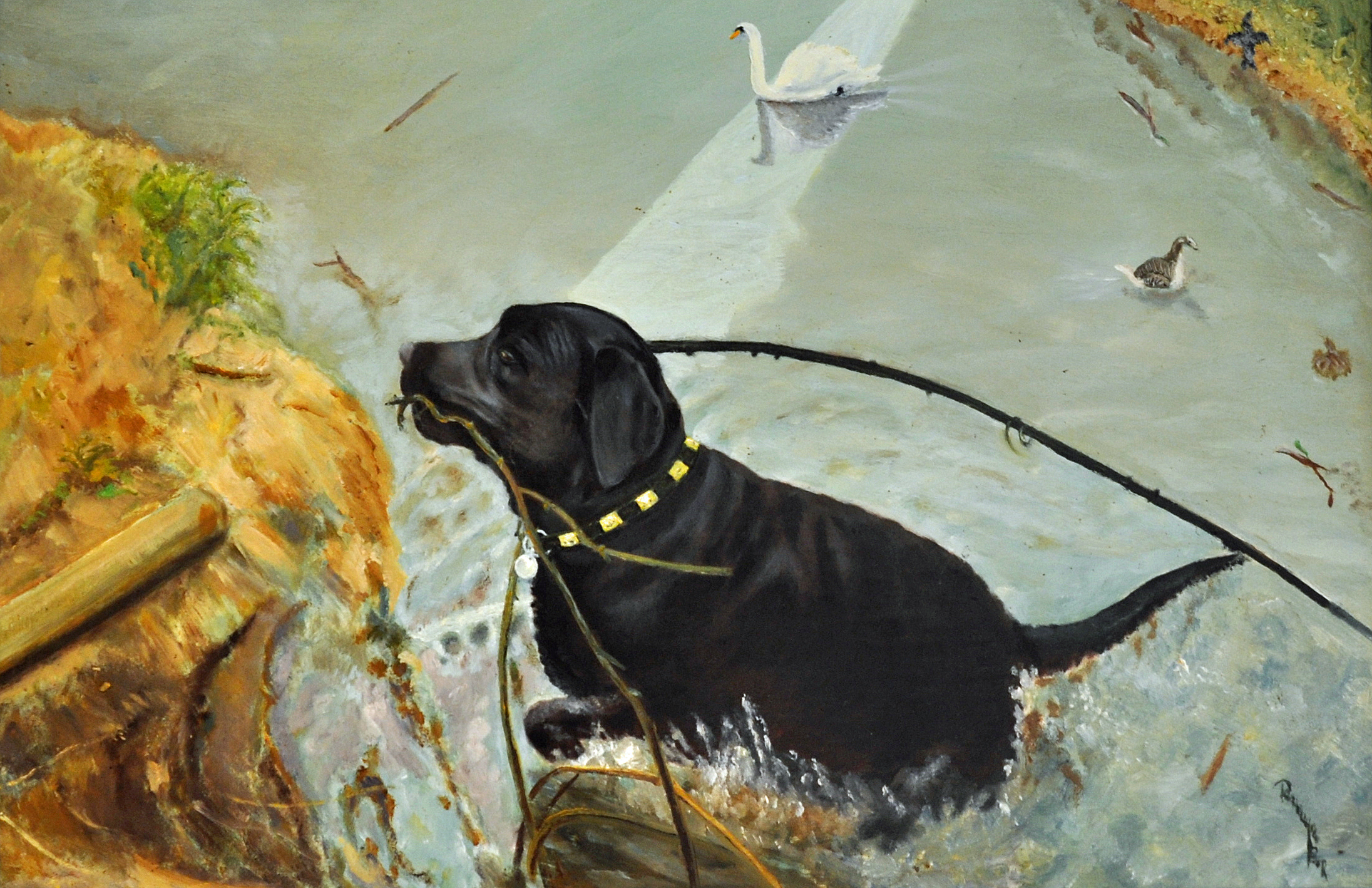
The Labrador Retriever, Öl auf Leinwand von Albert Demuyser (1997)

Als Ergebnis langjähriger Selektion auf jagdlich nutzbare Eigenschaften ist der Labrador ein Hund mit einer vorzüglichen Nase und mit einem weichen Maul, womit er gefundenes Wild oder andere Gegenstände unbeschädigt seinem Herrn zuträgt. Er ist sehr lernfähig und aufmerksam, beobachtet seinen Herrn dauernd und freut sich über jedes Lob. Diese Lernfähigkeit und Arbeitsfreude sollte man nicht nur bei der Ausbildung zum Jagd- oder sonstigen Arbeitshund nutzen, sondern auch beim reinen Familienhund. Unterforderte, in ihren Arbeitsanlagen nicht geförderte Hunde neigen dazu, unerwünschte Verhaltensweisen zu entwickeln. Aufgrund seines Wesens ist der Labrador als Wachhund oder Schutzhund nicht geeignet, nach Rassestandard soll er dies aber auch gar nicht sein. Darüber hinaus ist er ein geduldiger, nervenstarker, angenehmer und kinderlieber Familienhund, dem das enge Zusammenleben mit seinen Menschen über alles geht und der zu einem ausgewogenen Klima im Zusammenleben der Menschen erheblich beitragen kann.

## Gesundheitliches
Wie bei allen großen und schweren Hunden besteht bei dem Labrador Retriever die Gefahr einer Hüftgelenksdysplasie (HD) sowie einer Ellenbogendysplasie (ED). Die Zuchthunde der dem VDH angeschlossenen Vereine unterliegen deshalb einer Kontrolle: Zwingend nötig für die Erteilung einer Zuchtzulassung ist die Röntgenaufnahme der Hüft- und Ellenbogengelenke und deren Beurteilung durch einen vom Verein bestimmten Gutachter. Ergibt diese Beurteilung einen mittleren (HD-D) oder einen schweren (HD-E) HD-Grad, so wird der Hund von der Zucht ausgeschlossen. Ein HD-Grad C (leichte HD) bedeutet keinen grundsätzlichen Ausschluss von der Zucht, jedoch geht mit einer solchen Beurteilung die Auflage einher, dass der betreffende Hund nur mit einem Hund gepaart werden darf, der frei von HD ist (HD A1–A2). Bei der ED führt Grad II und III zum Zuchtausschluss.
Neben den oben geschilderten Skeletterkrankungen ist auch die Vererbung verschiedener Augenkrankheiten möglich. Hierbei handelt es sich um die Progressive Retinaatrophie (PRA), den erblichen Katarakt (HC) und die Retinadysplasie (RD). Im Falle von RD sind nur Hunde, die an der totalen Form (völlige Blindheit) erkrankt sind, von der Zucht ausgeschlossen, da sich bei den anderen Formen die Erblichkeit nicht nachweisen lässt. Zuchthunde müssen regelmäßig auf PRA, erblichen HC und RD getestet werden. Ein negativer Befund muss bei jedem Deckakt vorgelegt werden. Bei der PRA ist, sofern der Hund nicht bekanntermaßen PRA-freie Eltern hat, ein Gentest für die Zuchtzulassung erforderlich.
Epilepsie folgt beim Labrador einem polygen rezessiven Erbgang. Die Prävalenz lag in einer dänischen Studie bei 3,1 %. Rüden scheinen gegenüber Hündinnen ein wesentlich erhöhtes Risiko zu haben.
Eine weitere rassespezifische Krankheit ist die Labrador-Myopathie. Diese erbliche Muskelerkrankung folgt einem einfach autosomal rezessiven Erbgang und ist mit einem Defekt im cnm-Locus auf Chromosom 2 vergesellschaftet. Klinisch äußert sich die Erkrankung typischerweise ab dem Alter von 3 bis 4 Monaten, verläuft bis zum Alter von ca. einem Jahr progressiv und stabilisiert sich dann. Symptome sind schnelle Ermüdung bei Belastung, Megaösophagus, Muskel-Atrophie und Verlust des Patellarsehnenreflexes. Histopathologisch ist eine Atrophie der Typ-II-Muskelfasern feststellbar.
Ähnliche Symptome wie bei der Myopathie treten beim Exercise Induced Collapse (EIC) auf. Diese Krankheit wird ebenfalls autosomal-rezessiv vererbt, tritt hauptsächlich bei Labrador Retrievern auf und äußert sich dadurch, dass betroffene Tiere bei längerer starker Anstrengung zunächst einen schwankenden Gang entwickeln und schließlich kollabieren können. Nach einer Ruhepause tritt aber in der Regel eine vollständige Erholung ein.
Die Fibrinoide Leukodystrophie (Alexander's Disease) ist eine sehr selten auftretende und sich schnell verschlechternde erbliche Erkrankung des Rückenmarks mit Lähmungen und Bewegungsstörungen. Sie entwickelt sich aus bislang ungeklärter Ursache innerhalb des ersten Lebenshalbjahres. Die Axonopathie des Labradors ist eine Degeneration der weißen Substanz, die bei Welpen mit Hinterhandschwäche beginnt und sich zu übersteigerten Bewegungen (Hypermetrie) mit Neigung zum Umfallen entwickelt. Der Erbgang ist vermutlich autosomal rezessiv. Beide Erkrankungen sind nicht behandelbar.
Die angeborene Harnleiterektopie tritt bei der Rasse ebenfalls überdurchschnittlich häufig auf.
Insgesamt hat der Labrador Retriever (ähnlich wie der Golden Retriever) eine für mittelgroße Hunde überdurchschnittlich hohe Lebenserwartung. In einer schwedischen Studie an 350.000 Hunden starben 7 Prozent aller Labrador Retriever vor dem Alter von fünf Jahren, 14 Prozent vor dem Alter von 8 Jahren, und 25 Prozent wurden keine 10 Jahre alt. Somit haben 75 % der Labrador Retriever nach dieser Untersuchung eine Lebenserwartung von mehr als 10 Jahren. Vergleichszahlen für den Durchschnitt aller Rassehunde liegen bei 22 % (bis 5 Jahre), 23 % (bis 8 Jahre) und 35 % (bis 10 Jahre); für Mischlinge wurden 16 %, 26 % bzw. 35 % gefunden. Nach einer australischen Studie haben braune Labrador Retriever eine geringere Lebenserwartung (Median 10,7 Jahre) als solche anderer Fellfarbe (Median 12,1 Jahre). Auch Pyotraumatische Dermatitis und Otitis externa traten bei braunen Labrador Retrievern signifikant häufiger auf als bei schwarzen oder gelben.
Wie auch Hunde anderer Rassen, die das Dilute-Gen aufweisen, erkranken die nicht dem FCI-Standard entsprechenden Labradorhunde in den von manchen Laien als edel oder extravagant empfundenen Fellfarben "silber", "charcoal" und "champagner" nicht selten an Farbmutantenalopezie (CDA) Es gibt die Vermutung, dass sie durch Einkreuzung des Weimaraners entstanden sind, um das Dilute-Gen einzubringen, ihre Reinrassigkeit ist umstritten.

## Die Fellfarben

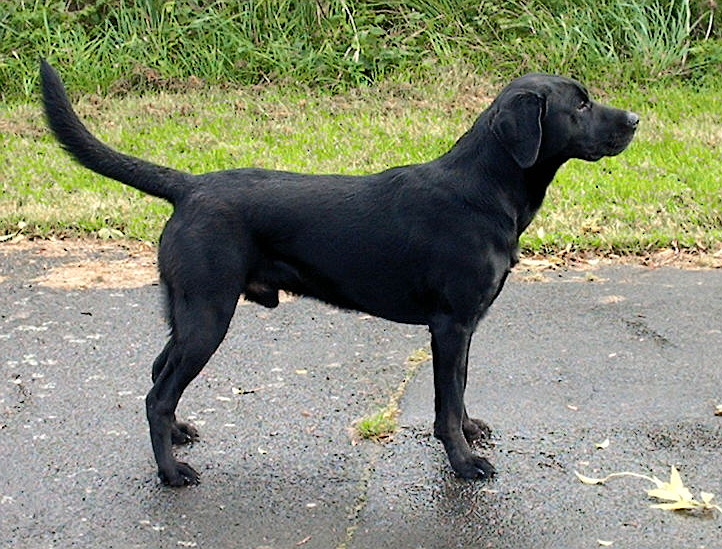
schwarz
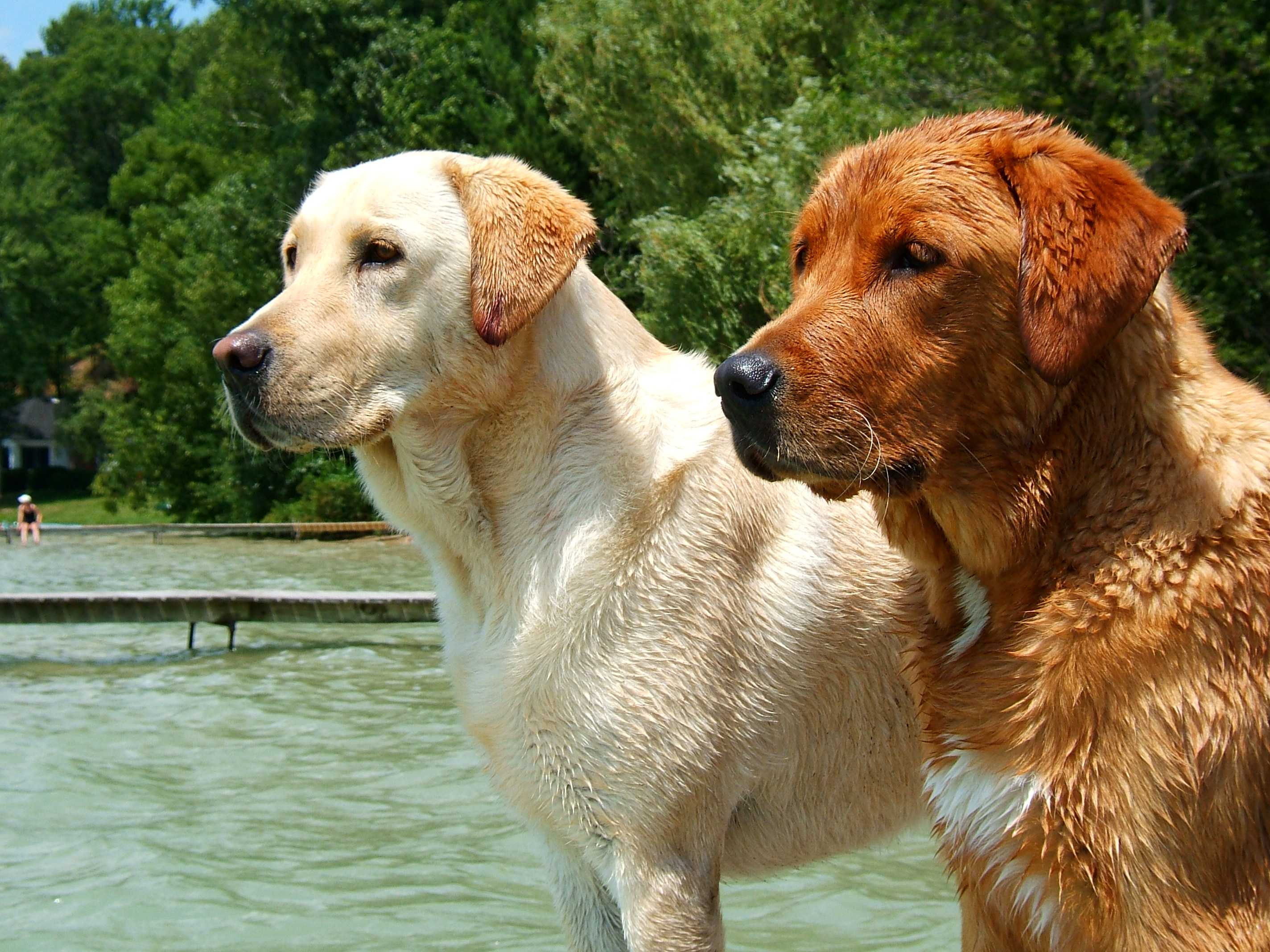
gelb (hellcreme bis fuchsrot)
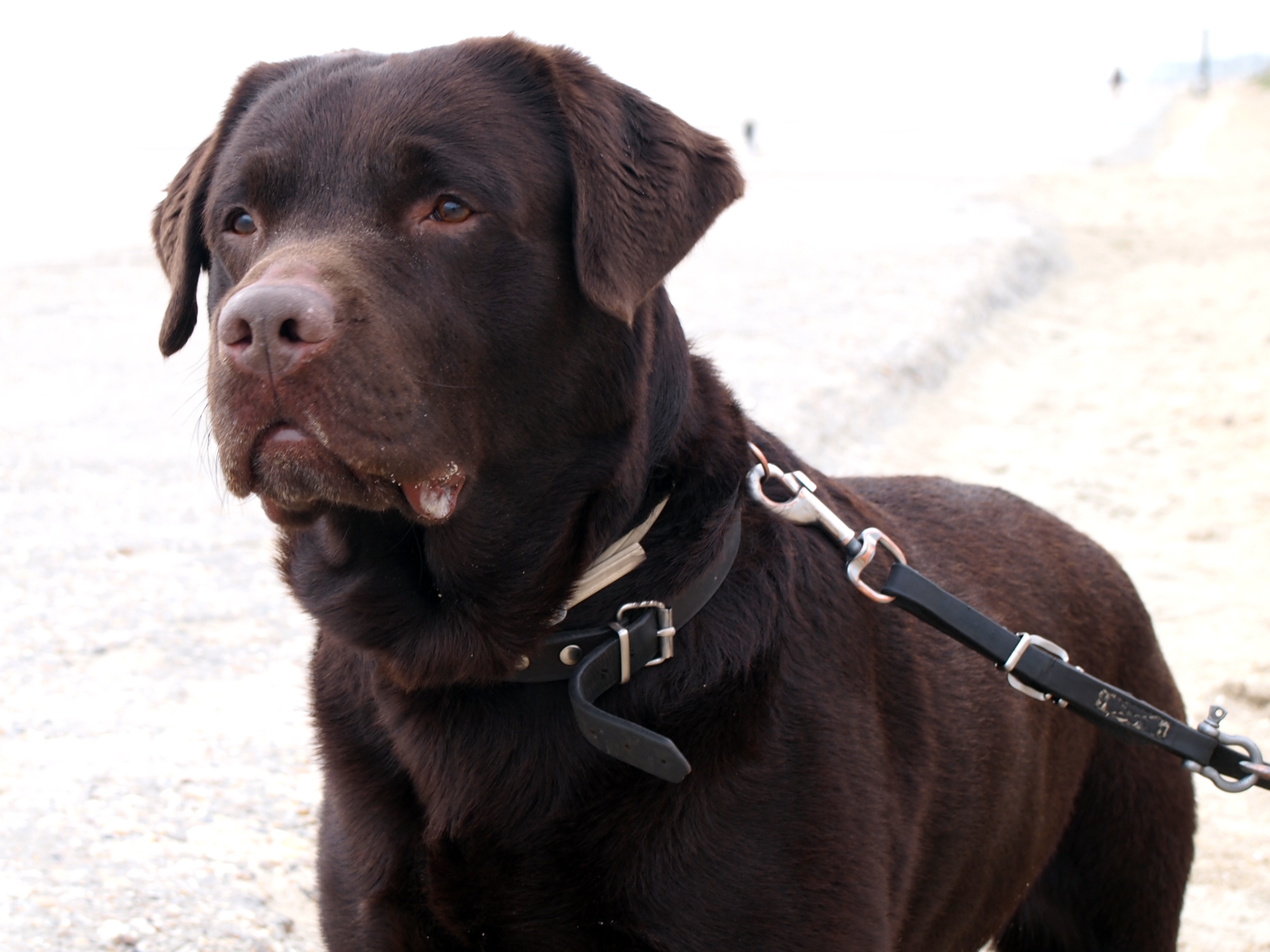
schokoladebraun
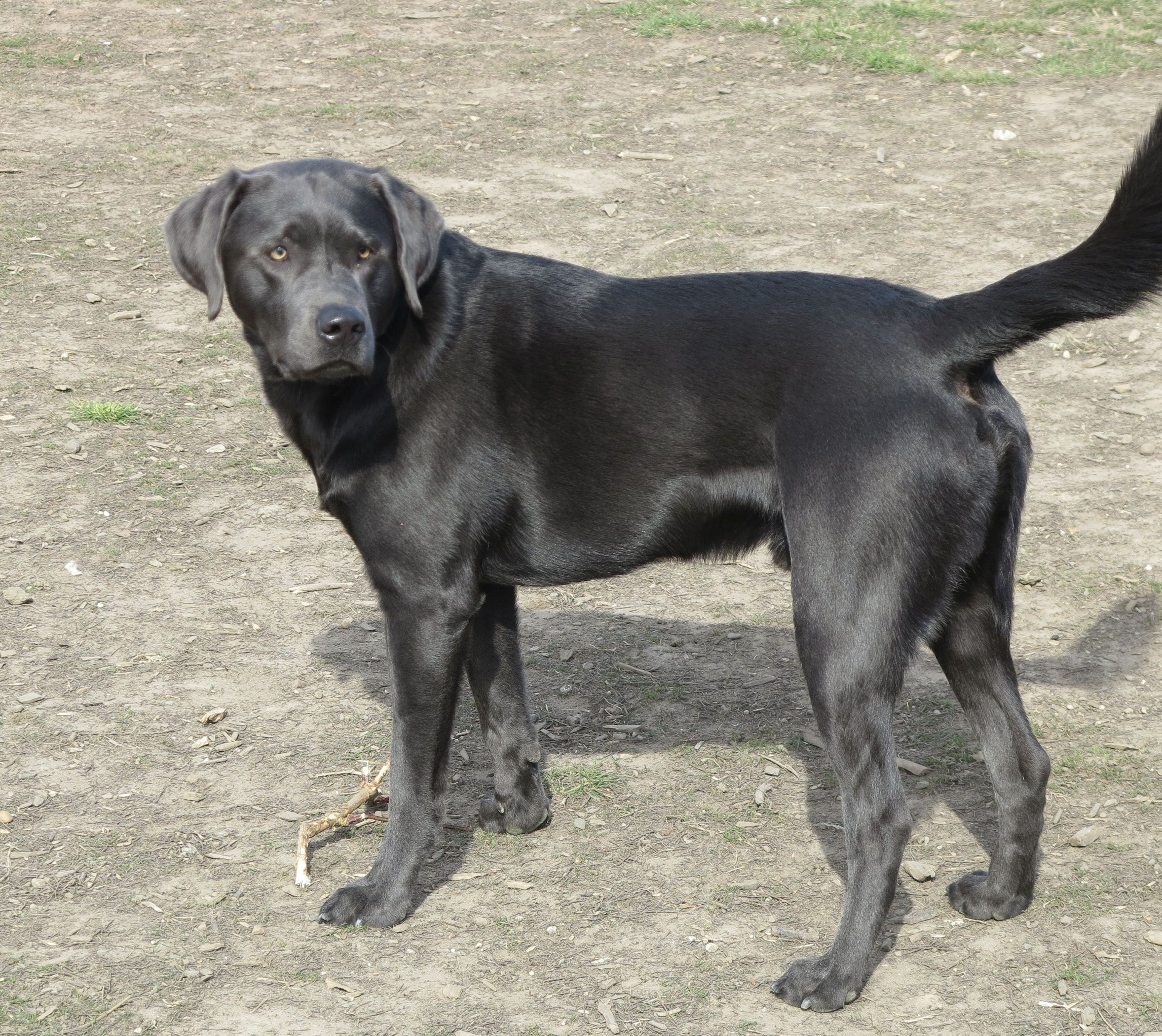
Rüde in charcoal
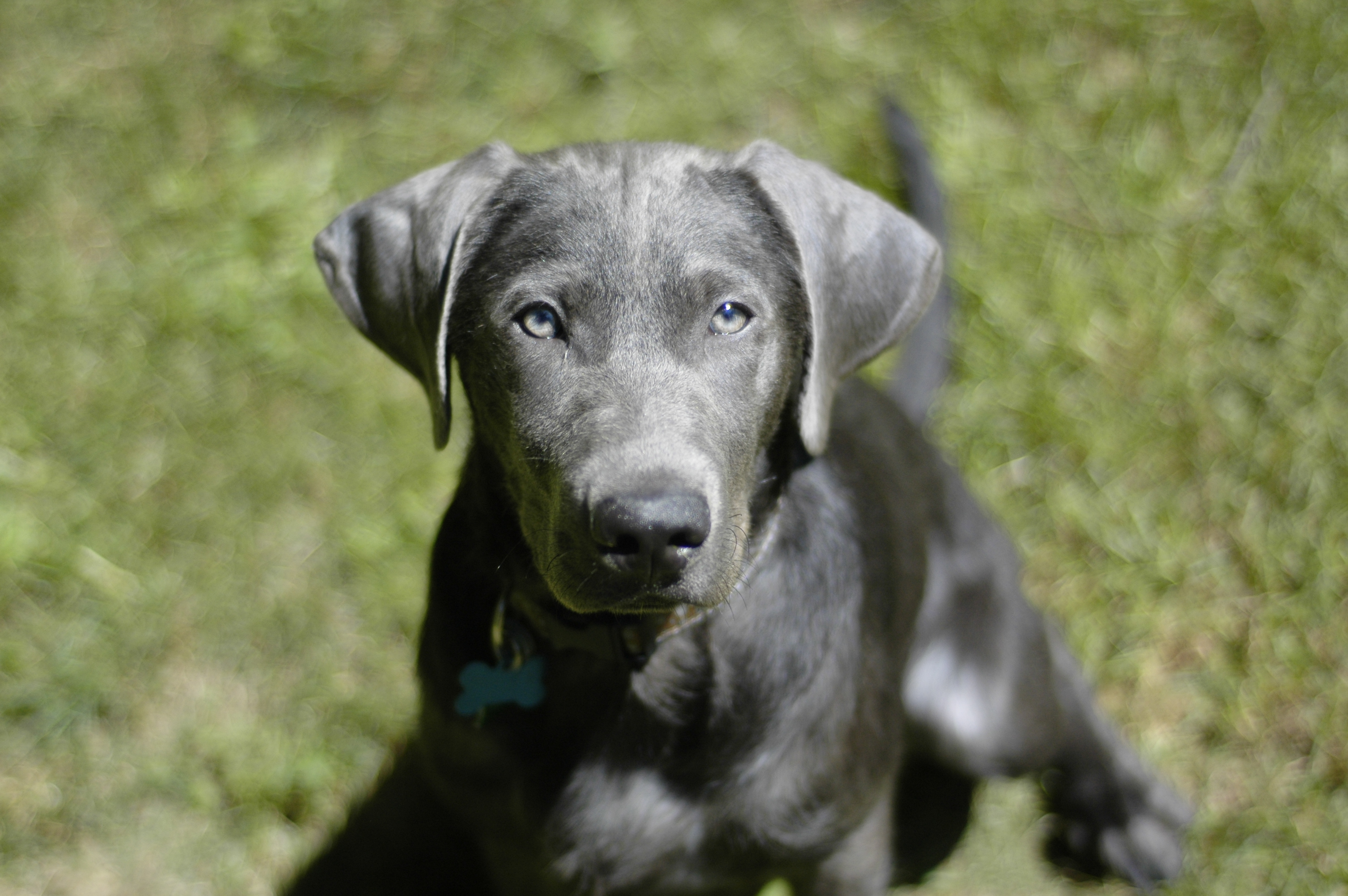
Nicht dem Standard entsprechender Silver Labrador
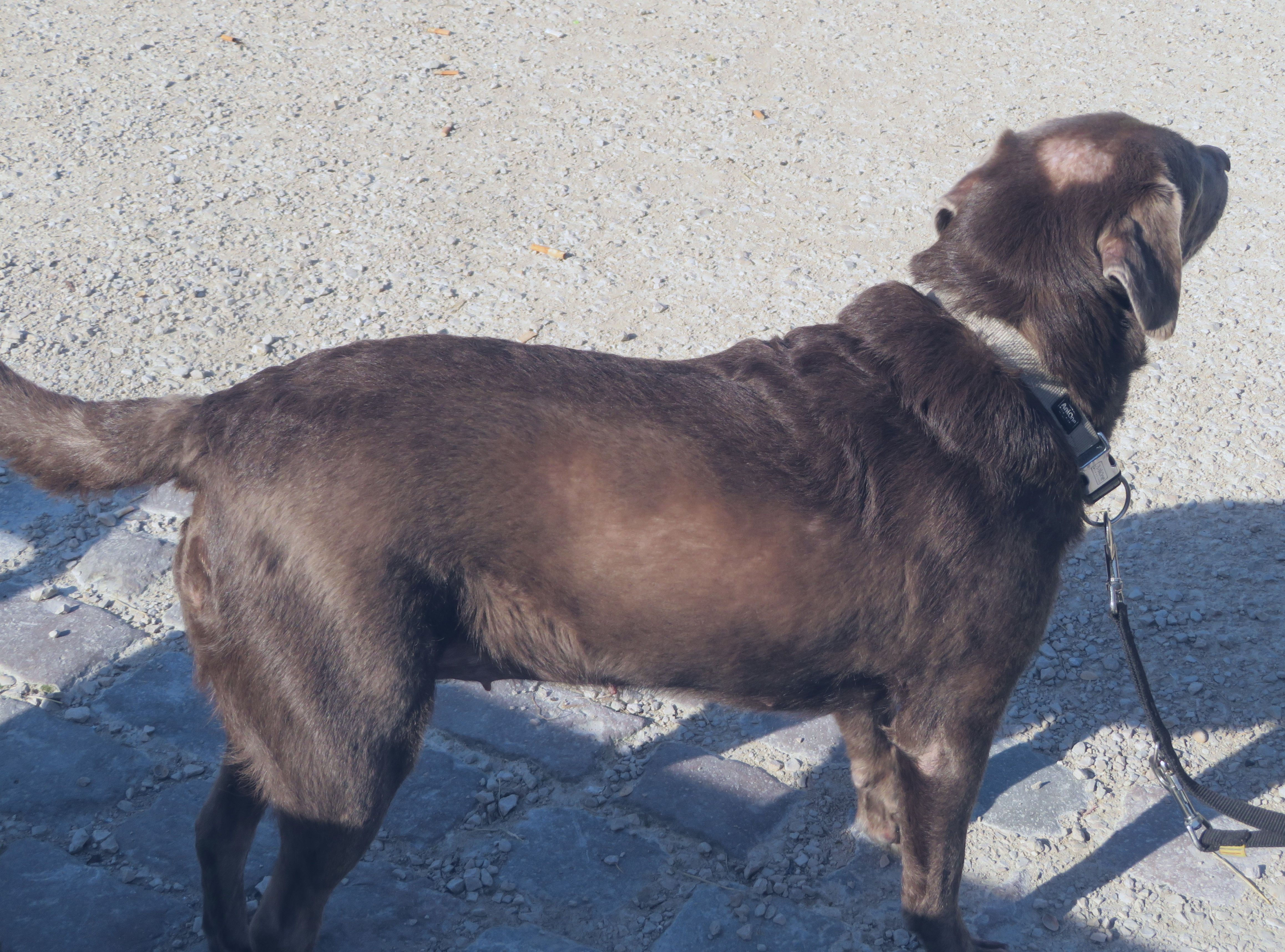
Silver Labrador mit Farbmutantenalopezie